# The Mustang
The Mustang, titulada en los países de habla hispana Mustang: La rehabilitación es una película dramática de 2019 dirigida por Laure de Clermont-Tonnerre, a partir de un guion de Clermont-Tonnerre, Mona Fastvold y Brock Norman Brock. Es protagonizada por Matthias Schoenaerts, Jason Mitchell, Gideon Adlon, Connie Britton y Bruce Dern, y sigue a un convicto que participa en un programa de rehabilitación centrado en el entrenamiento de caballos. 
La película tuvo su estreno mundial en el Festival de Cine de Sundance el 31 de enero de 2019 y se estrenó en Estados Unidos el 15 de marzo de 2019, por Focus Features.

## Reparto
- Matthias Schoenaerts como Roman Coleman.
- Jason Mitchell como Henry.
- Gideon Adlon como Martha.
- Connie Britton como Psicóloga.
- Bruce Dern como Myles.
- Josh Stewart como Dan.

## Producción
En mayo de 2017, se anunció que Matthias Schoenaerts y Jason Mitchell se habían unido al elenco de la película, con Laure de Clermont-Tonnerre dirigiendo un guion que escribió, junto a Mona Fastvold y Brock Norman Brock. Canal + y Cine+ producirían la película, junto con Alain Goldman y Molly Hallam como productora y productora ejecutiva bajo su compañía Legende. En octubre de 2017, Susan Sarandon, Gideon Adlon, Bruce Dern, y Josh Stewart se integraron al reparto de la película.

## Estreno
Tuvo su estreno mundial en el Festival de Cine de Sundance el 31 de enero de 2019. Fue estrenada de forma limitada el 15 de marzo de 2019, y de forma general el 29 de marzo de 2019.